# 오가타정 (오이타현)
오가타정(緒方町)은 오이타현 오노군의 옛 정이다. 